# Aty ku më le
Aty ku më le är en låt på albanska framförd av sångerskan Hersiana Matmuja. Låten skrevs, precis som hennes bidrag året innan "Me cilin rri ti dashuri", av Agron Tufa. Musiken komponerades av Shpëtim Kushta.
Med "Aty ku më le" deltog Matmuja för tredje gången i Festivali i Këngës. I december 2011 framförde hon låten i den första semifinalen av Festivali i Këngës 50. Hon tog sig vidare till finalen som en av 20 finalister. I finalen fick Matmuja, tillsammans med 6 andra bidrag, 0 poäng och slutade på en delad sista (14:e) plats. Resultatet innebar Matmujas hittills sämsta i tävlingen sedan debuten med "Ah jetë, oh jetë" år 2006.